# Changsin (metropolitana di Seul)
Changsin (창신역 - 昌信驛, Changsin-yeok) è una stazione della metropolitana di Seul servita dalla linea 6 della metropolitana di Seul. 
Si trova nel quartiere di Jongno-gu, nel centro della città sudcoreana.

## Linee
Seoul Metro
 Linea 6 (Codice: 637)

## Storia
- 15 dicembre 2000: apertura della stazione in concomitanza con l'inaugurazione della tratta Eungam - Sangwolgok della linea 6.

## Struttura
La stazione è costituita da un marciapiede centrale con binari laterali sotterranei, protetti da porte di banchina a piena altezza.
| Direzione Eungam | Linea 6 | per Itaewon, Gongdeok, Digital Media City e Eungam |
| Direzione Sinnae | Linea 6 | per Seokgye, Bonghwasan e Sinnae                   |

## Stazioni adiacenti
| «              | Servizio | »         |
| Linea 6        | Linea 6  | Linea 6   |
| -------------- | -------- | --------- |
| 636 Dongmyo-ap | -        | Bomun 638 |